# إيملي وو
إيملي وو (بالإنجليزية: Emily Wu)‏ هي كاتِبة أمريكية، ولدت في 1958.

## روابط خارجية
- إيملي وو على موقع IMDb (الإنجليزية)